# Aspecto gramatical
O aspecto  ou aspeto  gramatical, também chamado aspecto verbal, é uma categoria semântica aplicada ao verbo que expressa detalhes qualitativos ou quantitativos internos de uma determinada ação, processo ou estado, quanto à sua implementação no tempo. Assim, os tempos verbais perfeito, imperfeito, mais-que-perfeito são  aplicáveis ao tempo pretérito, enquanto o futuro do presente  e do pretérito se aplicam  ao tempo futuro.
O aspecto gramatical tem por objetivo explorar, intuitivamente, os valores aspectuais dos tempos do verbo e dos adjuntos. Trata-se de uma questão de fases. Dizemos que o verbo, na língua portuguesa, exprime aspecto porque ele nos dá a possibilidade de representar o mesmo fato (ação, processo ou estado), ora como um todo indivisível, ora como composto por diferentes fases - uma das quais é posta em foco. A necessidade de falar em fases aparece claramente quando analisamos segmentos narrativos como este:
"Quando foi preso no Rio de Janeiro, Graciliano Ramos estava escrevendo Angústia."
Temos, aí, o que os linguistas chamam de esquema de incidência, por meio do qual dois eventos são colocados em relação: a prisão de Graciliano Ramos, como todo indivisível e localizado, e a redação do romance, representada como uma ação que se havia iniciado antes do encarceramento do escritor.